# STS-114
STS-114는 우주 왕복선 프로그램의 일환으로 2003년 2월 1일에 있었던 컬럼비아 우주왕복선 참사 이후 2년 반 만에 발사를 재개하였고, 디스커버리 우주왕복선은 국제우주정거장까지 보급품을 운반하고 수리를 하는 임무를 맡게 되었다.

## 승무원
- 아일린 콜린스 - 사령관
- 제임스 켈리 - 파일럿
- 노구치 소이치 - 미션 스페셜리스트 1
- 스테펜 로빈슨 - 미션 스페셜리스트 2
- 앤드류 토머스 - 미션 스페셜리스트 3

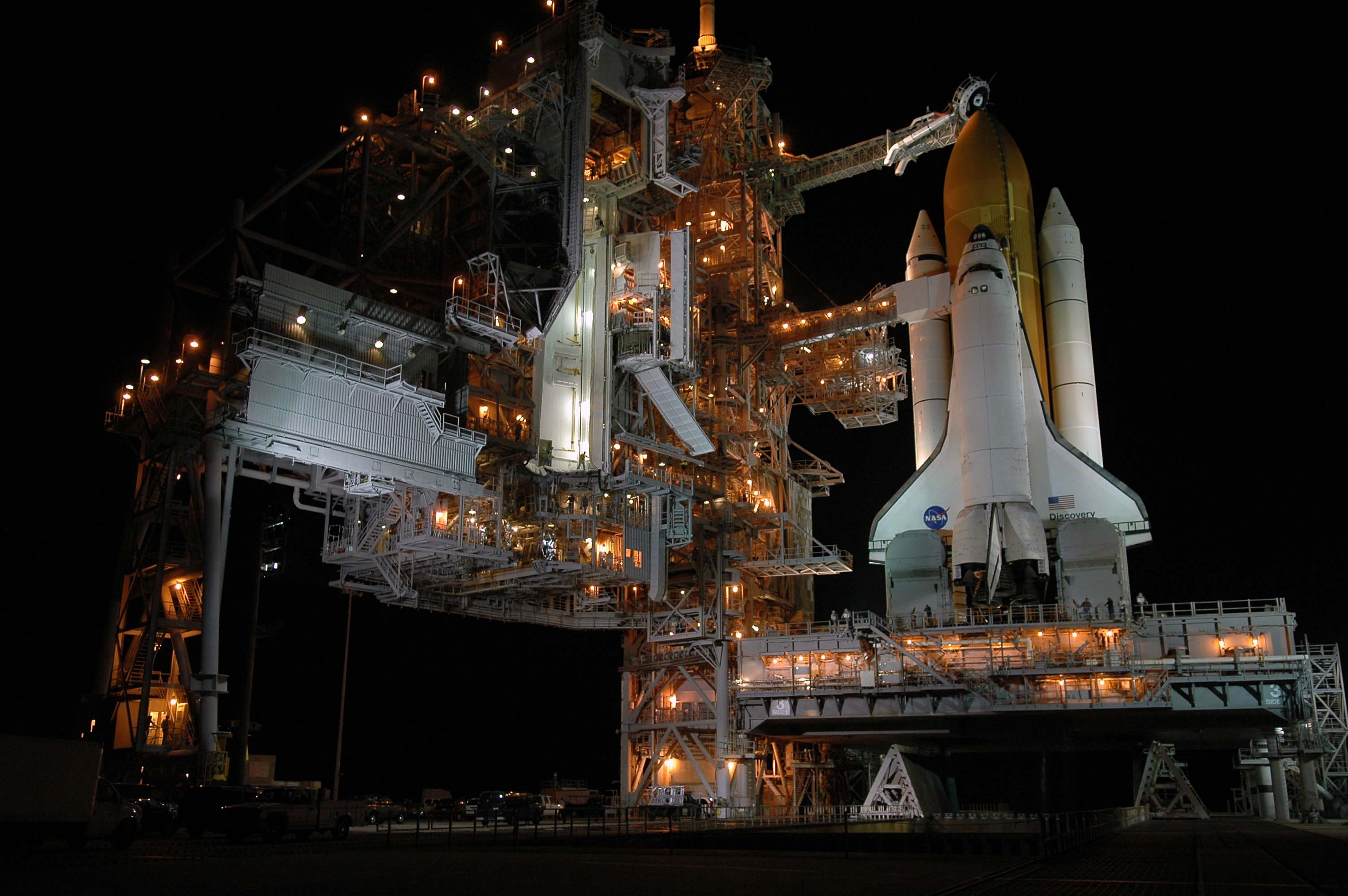
2005년 7월 12일, 발사대기중인 STS-114

- 웬디 로렌스 - 미션 스페셜리스트 4
- 찰스 카말다 - 미션 스페셜리스트 5

## 같이 보기
- 우주과학